# Мугир-Акси
Село Мугир-Акси (тув. Мугур-Аксы) — село у сумоні Карги Монгун-Тайгінського кожууна Республіки Тива (Росія). Відстань до центру республіки міста Кизила 320 км, до Москви 3793 км.